# Line Hansen
Pour les articles homonymes, voir Hansen.
Line Unschuld Hansen, (née le 7 mai 1983  à Odense) est une joueuse professionnelle de squash représentant le Danemark. Elle atteint, en octobre 2013, la dix-huitième place mondiale sur le circuit international, son meilleur classement. Elle est championne du Danemark sans interruption de 2006 à 2017 et en 2019 et finaliste des championnats d'Europe en 2014 et 2015 face à Camille Serme.
En juillet 2015, elle se marie avec le joueur australien Cameron Pilley et en mars 2017, elle annonce qu'elle est enceinte de leur premier enfant.

## Palmarès

### Victoires
- Championnats du Danemark : 13 titres (2006-2017, 2019)

### Finales
- Championnats d'Europe: 2 finales (2014, 2015)